# 板付遗迹

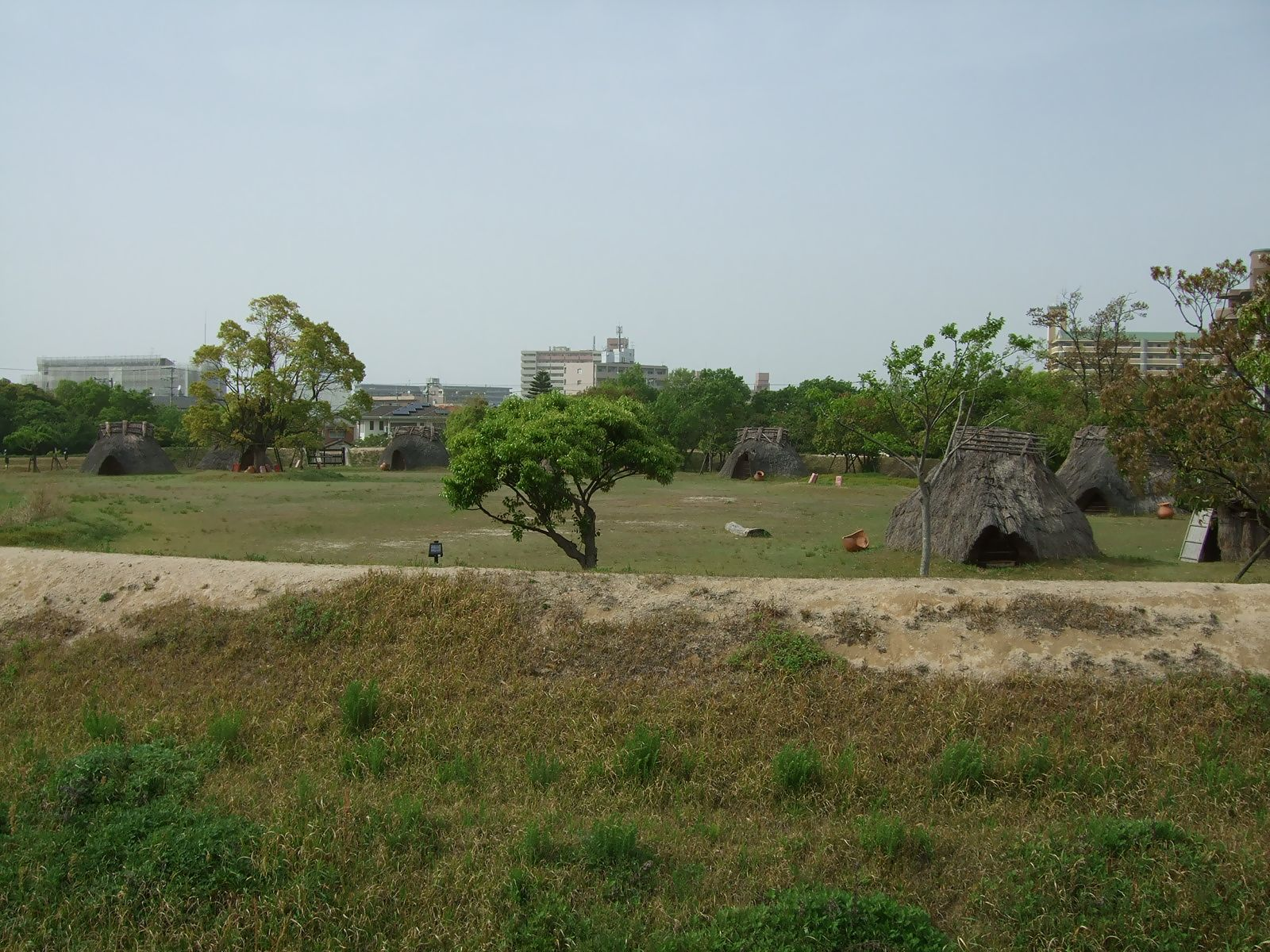
复原后的板付遗迹的环濠聚落

板付遗迹（日语：板付遺跡）是位于福冈县福岡市博多区板付的一处彌生时代遗址，主要集中于早期和前期（公元前10-前1世纪）。是日本年代最早的水稻耕作、环濠聚落遗址之一。1976年指定为日本国史迹，现在已开发为公园，复原有竖穴建筑和水田等，并建有展览馆（板付遗迹弥生馆）。

## 发现历史

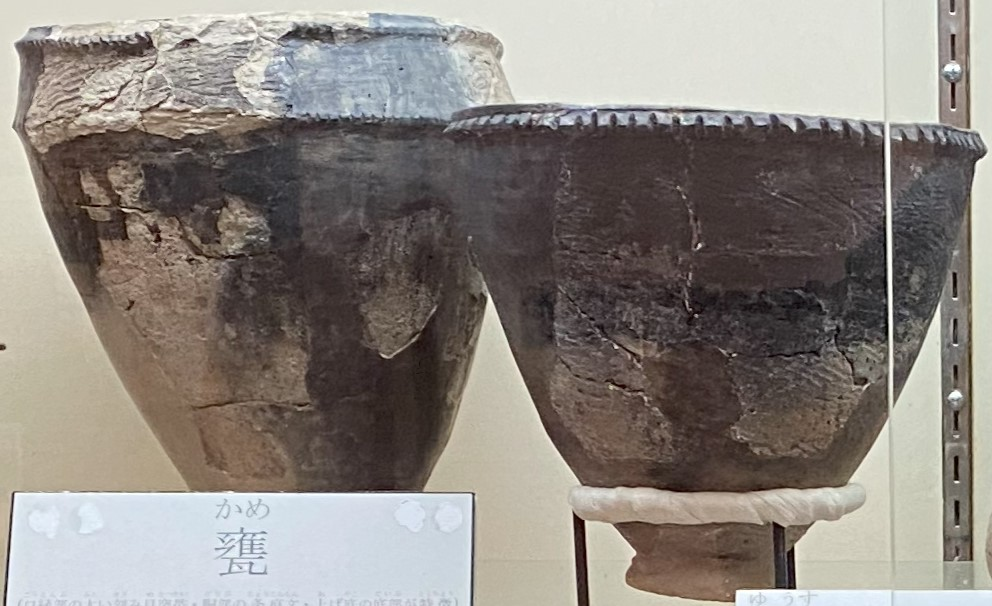
板付遗迹弥生馆展示的夜臼式陶瓮

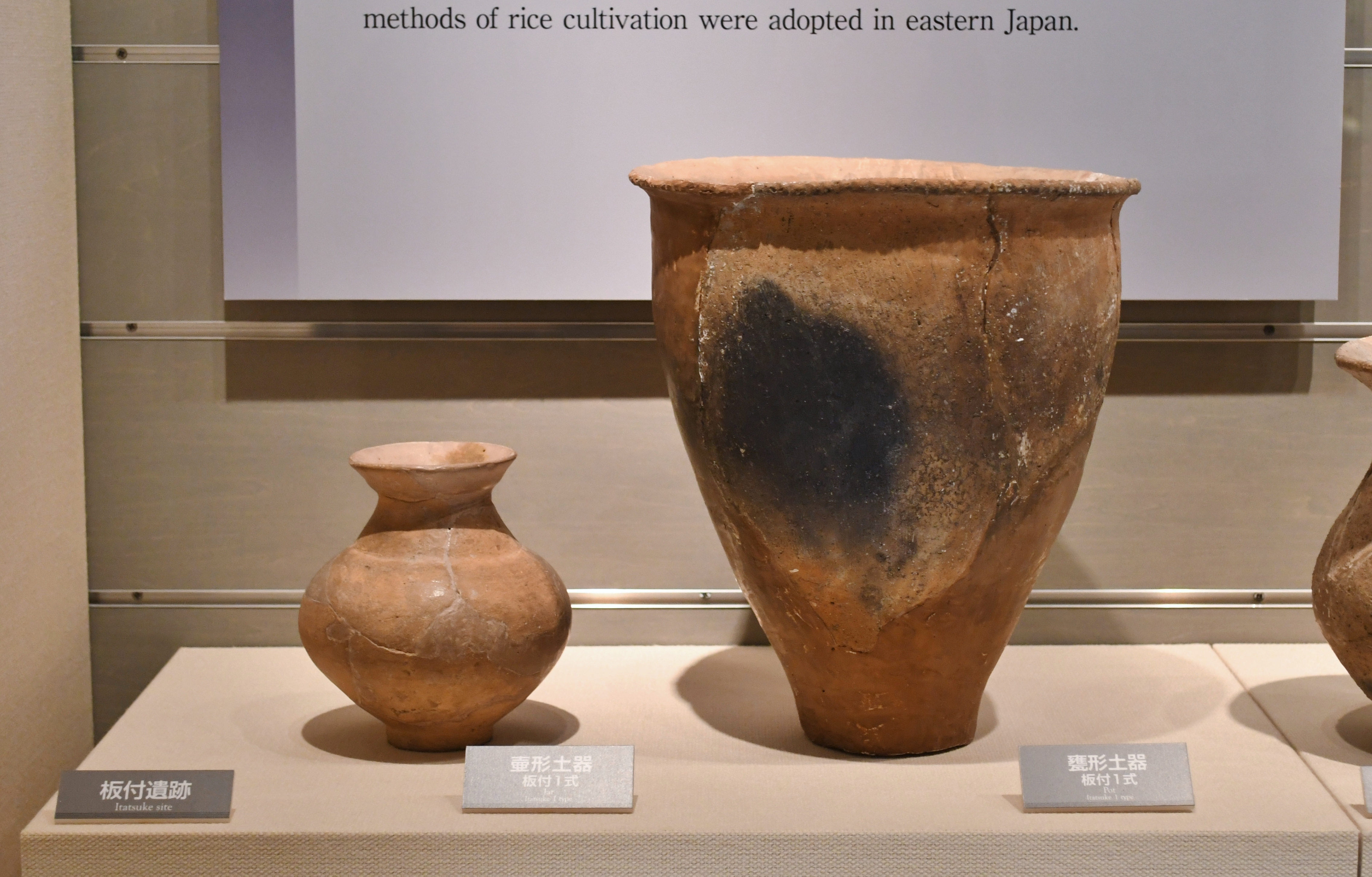
明治大学博物館展示的板付I式陶壶和陶瓮

此地曾经是一座寺庙，名为通津寺。早在1867年，人们就在寺庙地下3尺处挖掘出了5支古代铜矛。到了1917年，中山平次郎又发表文章，称1916年在寺庙南侧修水田时发现了弥生时代的甕棺碎片，并出土了青銅製矛和劍，可能为随葬品。这是最早的弥生陶器与金属器同时出土的记录。但这些都是偶然的发现，并非正式考古发掘。
1950年1月，在竹下駅前开裁缝铺的本地考古学爱好者中原志外顕，在这一带的牛蒡田調査中时，同时采集到了夜臼式和远贺川式陶器。夜臼式早于远贺川式，传统上被认为是绳纹晚期后半的陶器；而远贺川式陶器则是弥生前期的陶器。在同一个遗址同时采集到，说明此遗址可能是从绳文到弥生的过渡期遗址，可能是最古老的弥生時代遗址。1951-1954年，作为日本考古学協会的共同研究“日本農耕文化的生成”的一環，九州大学的冈崎敬、明治大学的杉原庄介等进行了为期4年的调查发掘，发现了V字形断面的環濠，以及貯蔵穴、竪穴建筑、瓮棺墓等，确认了日本最古的環濠聚落，出土有石刀等大陸系磨製石器以及远贺川式陶器，因此远贺川式也被称为板付式。此外，还出土了带有炭化米和稻壳压痕的陶器，证明了确实存在稲作農耕。1968-69年，日本考古学協会再次进行调查，确认了環濠的范围，直径百米左右，微微称椭圆状。1970年以后，伴随着建设开发，调查发掘由福岡市教育委員会进行，1976年指定为日本国史迹。
1978年，在弥生I层（弥生时代前期）下的夜臼期地层中，出土了大片水田、木制农具、石刀等，还确认了有水渠的井堰等灌溉设施。这是日本首次发现早于弥生早期的水田遗址，一年后又在菜畑遗迹发现了更早的水稻田，因此日本水稻耕作历史追溯到了比弥生前期（板付期）更早的当时所认为的绳文晚期（刻目突带纹土器期），现在一般称为弥生早期。是当时日本发现的最古老的水田。根据田埂之间的间距估算，一片水田面积为400平方米；通过花粉分析推测，除了水田也有旱田。

## 发现
遗址位于福冈平原中心，是一处弥生时代遗址，主要为早期（夜臼式期）至前期（板付I、II式期）。遗址有环濠聚落和周边广布的水田，分布在海拔约7～9米的阶地和周围的冲积平原上，在稍远的地方发现有墓地。环濠内大多因后世削平破坏已不复存在，现在复原的竖穴建筑是参照江辻遗迹同时期的建筑遗迹复原的。环濠平面呈卵形，断面呈v字形，南北110m、东西81米，濠宽1-5m、深1-2.5m。推测在其内外两侧建有1-1.5m左右的土垒。地面挖有谷物贮藏坑，年代较早的呈方或长方形，较晚呈圆形，深约1-2m，断面呈袋状。从夜臼期至板付II式期，共发现200余座贮藏坑。水田分布在台地以西的冲积平原上，拥有主水道、水井、排取水沟、田埂等。板付I式陶器组合种类有甕、壶、钵、豆。器身常采用拍打成型，与广泛分布至西日本的遠賀川式陶器相同。还发现弥生前期至中期的磨製石镞12枚，石剑1口。
除此以外，在弥生时代的文化层之下，还发现有绳纹早期的押型纹陶器。在后世的遗迹单位中也发现有旧石器时代晚期的石器。

## 保存
板付遗迹的环濠聚落于1993年复原，开发为板付遗迹公园。 公园还在修复后的稻田中，举办了水稻种植和收割等活动。遗址出土文物则在公园内的板付遗迹弥生館和福岡市博物館等地展览。
遗址1976年指定为日本国史跡，2000年3月16日、2002年12月19日、2006年1月26日追加指定了史迹范围。

## 脚注
1. ↑  中山平次郎. . 考古学雑誌. 1917-05-03, 7 (7): 407-417.
2. ↑   後藤直; 沢皇臣; 横山邦継; 山口譲二. . 福岡市埋蔵文化財調査報告書 35. 福岡市中央区天神一丁目８番１号. 1976-03-31. doi:10.24484/sitereports.16947.
3. ↑   下條信行; 永井昌文; 西田京子. . 福岡市埋蔵文化財調査報告書 8. 福岡市中央区天神一丁目８番１号. 1970-03-31. doi:10.24484/sitereports.16704.
4. 1 2 3  菅波正人「弥生時代開始期の集落－－板付遺跡」/独立行政法人文化財研究所・奈良文化財研究所監修『日本の考古学 －ドイツで開催された「曙光の時代」展』小学館　2005年 82-83ページ

## 関連項目
- 縄文時代の遺跡一覧（日语：縄文時代の遺跡一覧）